# Monastère de Martvili
Le monastère de Martvili (géorgien : მარტვილის მონასტერი) est un complexe architectural géorgien autour de la cathédrale de Martvili-Tchkondidi, dans la petite ville de Martvili (au cœur du district de Martvili (raion), dans la région (mkhare) de Mingrélie-Haute Svanétie). Installé sur la plus haute colline des environs, il a eu une importance culturelle et stratégique.

## Histoire
Le site est celui d'un ancien centre païen autour d'un chêne sacré, vénéré comme idole de fertilité et de prospérité ; on y aurait aussi sacrifié des enfants. La légende chrétienne conservée par les moines rapporte que saint André vint prêcher sur ce chêne et convertit les premiers chrétiens. En tout cas, après la conversion de la région au christianisme, une église fut implantée sur les lieux pour faire cesser le culte païen.
Les fondations de la cathédrale actuelle sont du VIIe siècle. Elle garde une trace de son origine par son nom (Martvili-Tchkondidi de Tchkoni (en mingrélien) qui signifie chêne). L'église actuelle remonte au Xe siècle : après les invasions arabes qui avaient provoqué la ruine de l'édifice précédent, le roi Georges II d'Abkhazie voulut en faire un haut-lieu religieux de son royaume.

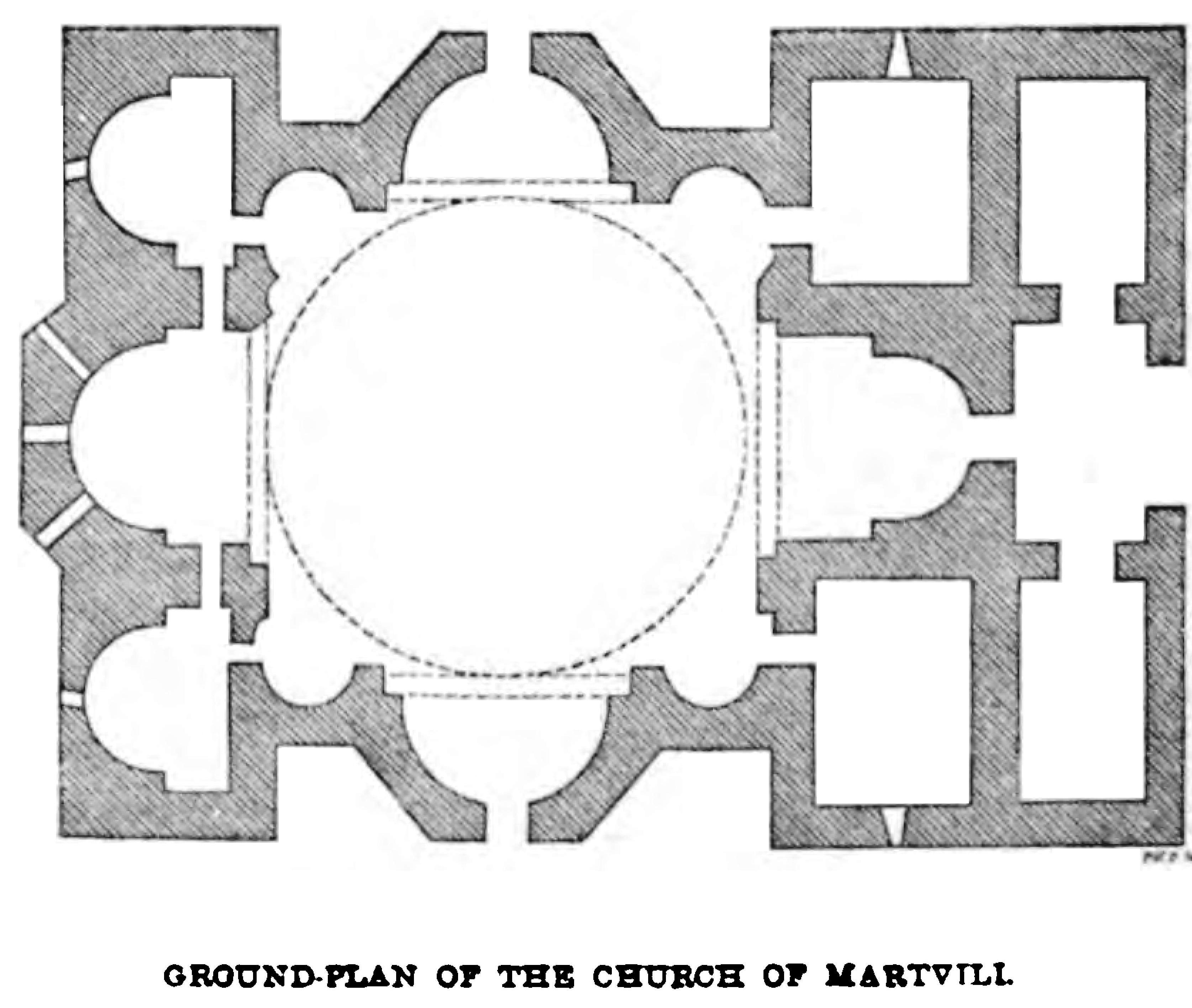
Plan de la cathédrale de Martvili-Tchkondidi
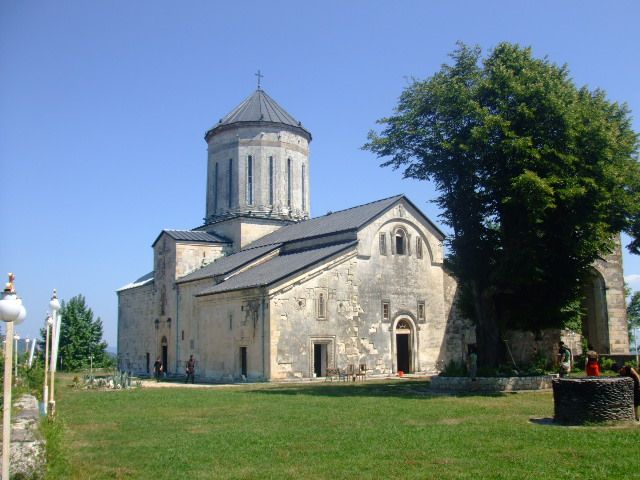
La cathédrale de Martvili-Tchkondidi
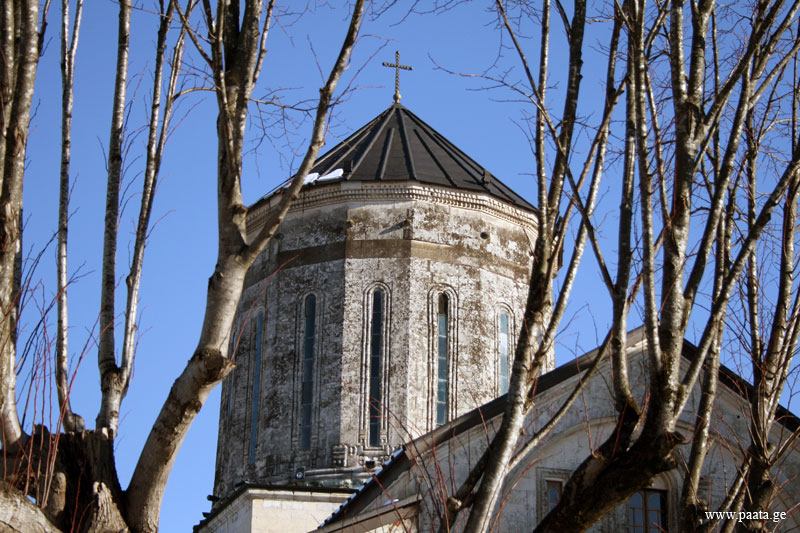
Le clocher
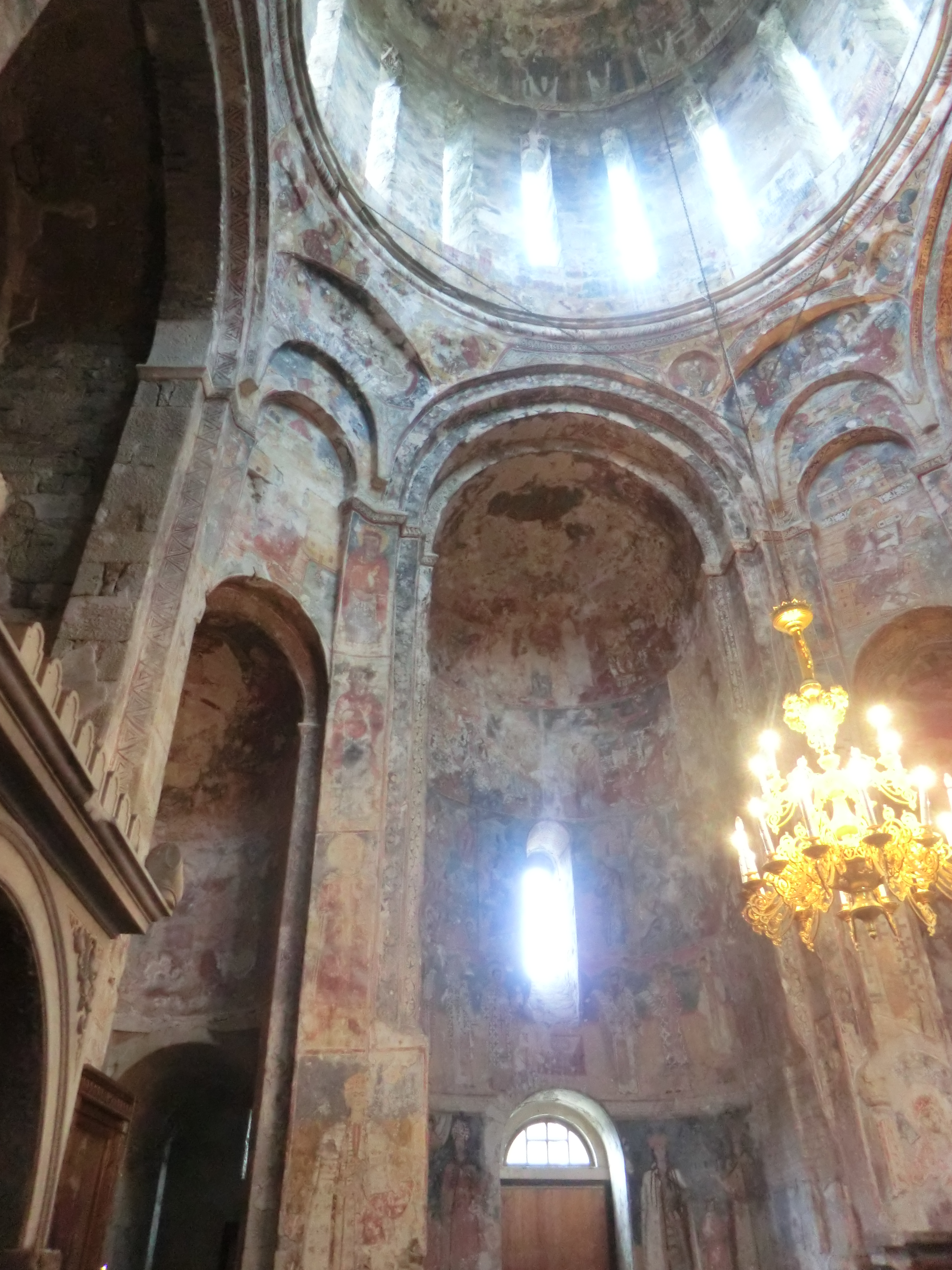

La cathédrale actuelle a pour titre : Repos de la bienheureuse Vierge. S'y trouvent des fresques du XIVe au XVIIe siècle.

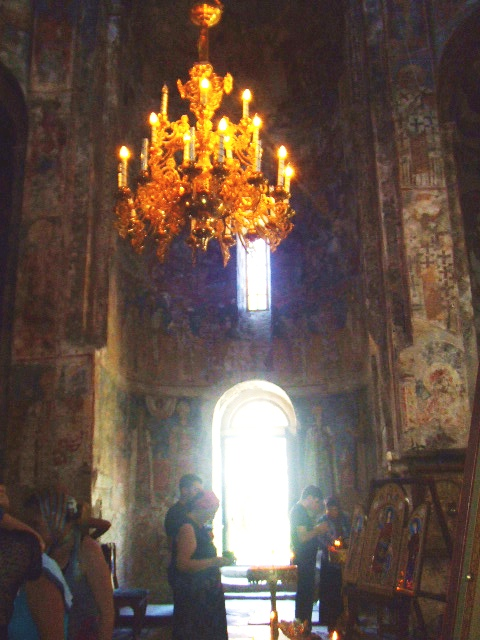
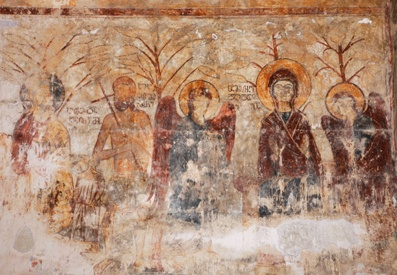
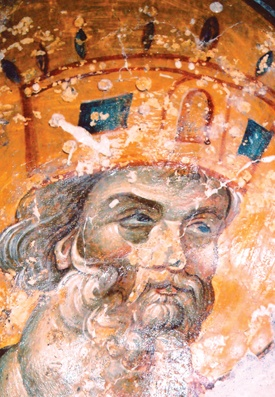
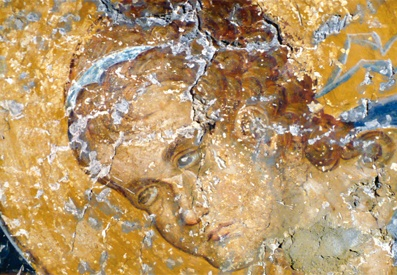

Au nord de la cathédrale, une petite église s'élève, appelée « Cathédrale du Saint Noël » ou « Église de Tchikvanebi ». À l'ouest de la cathédrale, une haute tour s'élève : les moines « mesveti » y bénissaient les gens à la demande.

## Monastère
Pendant le haut Moyen Âge, le monastère attenant est un centre ecclésiastique majeur : on y prodigue l'éducation, des échanges culturels importants se font par le biais des moines qui traduisent depuis ou vers le géorgien .

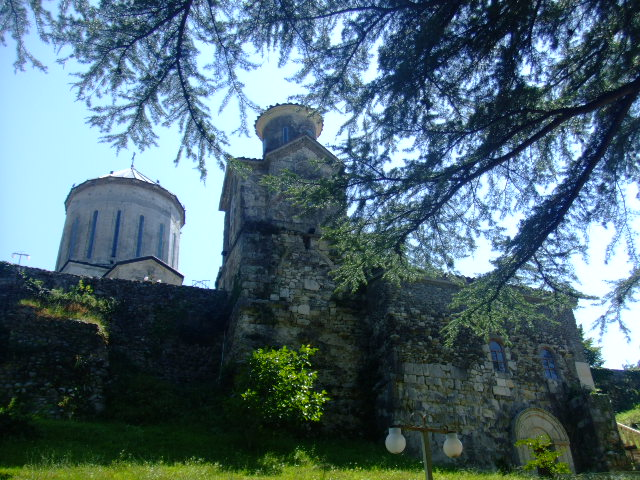
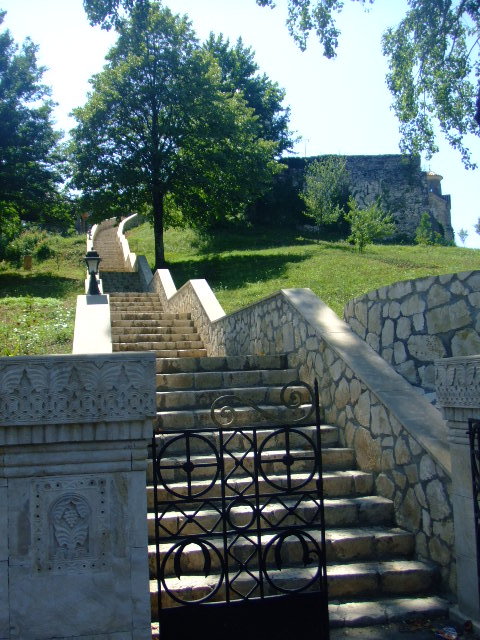
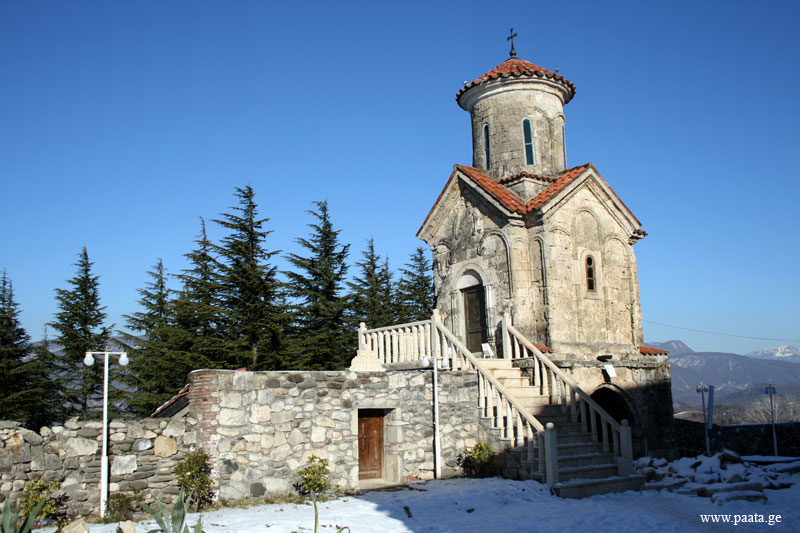
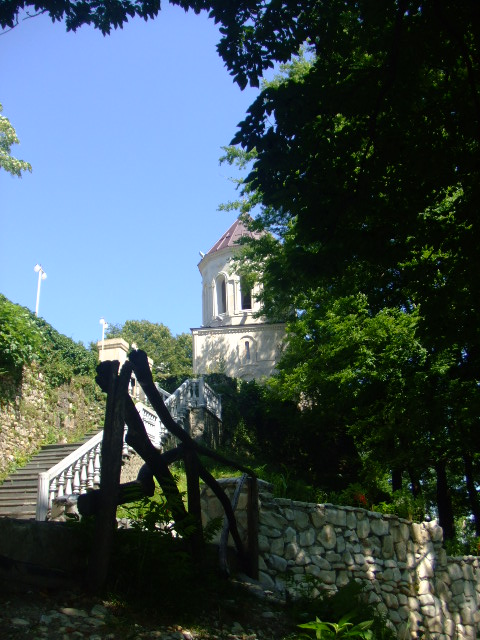
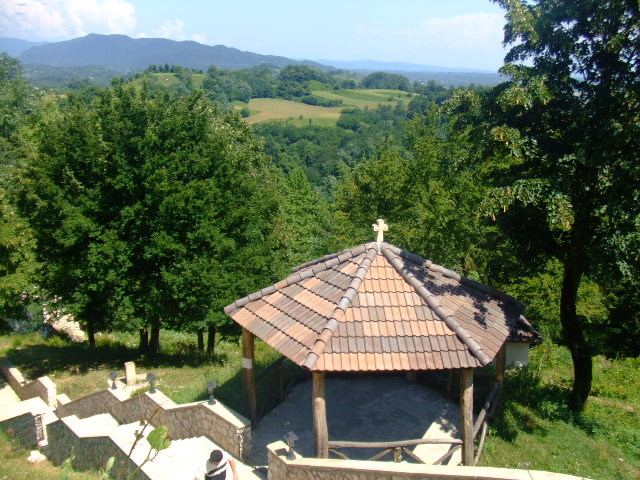
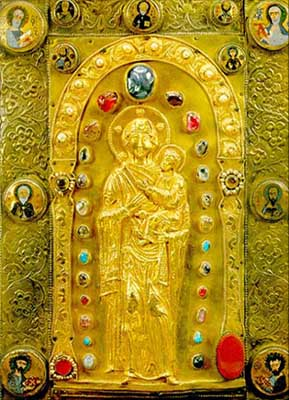

Le monastère a été actif jusqu'à l'annexion de la Géorgie par l'Union soviétique.
En 1998, après quelques décennies d'inactivité, le patriarche Ilia II rouvrit le monastère.
En 2007, l'archiépiscope Pierre de Tchkondidi redonne au monastère son ampleur : une résidence patriarcale auprès de la cathédrale, le monastère Saint-André pour les hommes et le monastère Sainte-Nino pour les moniales. Quelques parties du complexe monachique sont encore en construction, en même temps que des restaurations de bâtiments anciens.

## Personnalités attachées au site
- Bagrat IV de Géorgie s'y fait enterrer[1].
- Georges Tchkondideli ou de Tchkondidi, mentor de David le Bâtisseur[1].

## Sources
- (en) Cet article est partiellement ou en totalité issu de l’article de Wikipédia en anglais intitulé « Martvili Monastery » (voir la liste des auteurs).